# Calabria
«Калабрія» (італ. Calabria) — бронепалубний крейсер Королівських ВМС Італії кінця XIX століття.

## Історія створення
Крейсер «Калабрія» був розроблений інженером Едоардо Маздеа. Корабель був закладений у лютому 1892 року на верфі арсеналу флоту у місті Ла-Спеція. Спущений на воду 20 вересня 1884 року, вступив у стрій 12 липня 1897 року.

## Конструкція
Корабель довжиною 81 м та шириною 12,7 м мав броньовану палубу товщиною 50 мм і аналогічне бронювання бойової рубки.
Силова установка складалась із чотирьох котлів та двох парових машин потужністю 4 260 к.с., що забезпечувало швидкість до 16,4 вузлів.
Запас вугілля становив 886 т, дальність плавання на 10 вузлах становила 2500 миль
Озброєння складалось з шести 152-мм гармат QF 6 in/40, чотирьох 120-мм гармат QF 4.7 in Mk. I—IV, восьми 57-мм гармат Гочкіса та восьми 37-мм револьверних гармат та трьох 450-мм торпедних апаратів.

## Історія служби
Одразу після вступу у стрій крейсер вирушив до острова Крит через кризу у східному Середземномор'ї. У 1899 році крейсер вирушив на Далекий Схід, де приєднався жл Альянсу восьми держав та взяв участь у придушенні Боксерського повстання. Десант з крейсера приєднався до загону, який звільнив Посольський квартал у Пекіні.
У 1902 році крейсер здійснив плавання до берегів Америки, відвідавши Венесуелу, Кубу (якій США саме у цей час формально надали незалежність за результатами іспансько-американської війни), та Мартиніку. Далі він перейшов Тихий океан, здійснивши візити на Туамоту, Маршаллові Острови та Шанхай. Крейсер повернувся до Італії у 1904 році.
Протягом 1905-1907 та 1909-1911 років крейсер «Калабрія» здійснив два навколосвітніх плавання. З початком італійсько-турецької війни він діяв у Червоному морі, блокуючи турецькі порти та обстрілюючи вороже узбережжя.
У 1914 році корабель був модернізований. З нього демонтувати 152-мм гармати, встановивши на їх місце 120-мм гармати. Також були демонтовані дві 57-мм гармати та шість 37-мм гармат.
Під час Першої світової війни крейсер «Калабрія» діяв біля східних берегів Африки, патрулюючи узбережжя Еритреї та Сомалі. У 1917 році він здійснив дипломатичну місію до Хусейна ібн Алі аль-Хашимі, який незабаром став королем Хіджазу.
У 1921 році корабель був перекласифікований на канонерський човен. На нього знову були встановлені дві 152-мм та дві 57-мм гармати, а також додатково були встановлені 40-мм автоматичні гармати L/39. На початку 1924 року «Калабрія» був перетворений на навчальний корабель, але вже 13 листопада того ж року він був виключений зі складу флоту та проданий на злам.